# Возіка (Вісконсин)
Возіка (англ. Wauzeka) — селище (англ. village) в США, в окрузі Кроуфорд штату Вісконсин. Населення — 628 осіб (2020).

## Географія
Возіка розташована за координатами 43°5′9″ пн. ш. 90°53′56″ зх. д. / 43.08583° пн. ш. 90.89889° зх. д. (43.085852, -90.898947).  За даними Бюро перепису населення США в 2010 році селище мало площу 12,53 км², з яких 12,49 км² — суходіл та 0,04 км² — водойми.

## Демографія
Згідно з переписом 2010 року, у селищі мешкало 711 осіб у 273 домогосподарствах у складі 184 родин. Густота населення становила 57 осіб/км².  Було 304 помешкання (24/км²).
Расовий склад населення:
| - 95,8 % — білих - 1,0 % — чорних або афроамериканців - 0,3 % — азіатів - 0,1 % — корінних американців - 1,1 % — осіб інших рас |

До двох чи більше рас належало 1,7 %. Частка іспаномовних становила 1,8 % від усіх жителів.
За віковим діапазоном населення розподілялося таким чином: 28,8 % — особи молодші 18 років, 61,6 % — особи у віці 18—64 років, 9,6 % — особи у віці 65 років та старші. Медіана віку мешканця становила 33,5 року. На 100 осіб жіночої статі у селищі припадало 99,2 чоловіків;  на 100 жінок у віці від 18 років та старших — 96,1 чоловіків також старших 18 років.
Середній дохід на одне домашнє господарство  становив 52 830 доларів США (медіана — 46 458), а середній дохід на одну сім'ю — 60 595 доларів (медіана — 52 500). Медіана доходів становила 41 429 доларів для чоловіків та 30 000 доларів для жінок. За межею бідності перебувало 17,3 % осіб, у тому числі 24,8 % дітей у віці до 18 років та 20,5 % осіб у віці 65 років та старших.
Цивільне працевлаштоване населення становило 365 осіб. Основні галузі зайнятості: освіта, охорона здоров'я та соціальна допомога — 20,0 %, виробництво — 19,2 %, роздрібна торгівля — 18,9 %.